# Raphinae
Raphinae je izumrla potporodica golubova, koja obuhvaća dva roda ptica neletačica. Poznatiji predstavnik ove grupe ptica svakako je dodo, po kome čitavu grupu ponekad nazivaju dodovke.

## Sistematika
Potporodica Raphinae je bila dugo vremena smatrana posebnom porodicom. Smatrane su srodnicima ptica trkačica, ali se najlogičnijom smatrala povezanost s golubovima. Kasnija istraživanja dodatno su osnažila tu pretpostavku. Najsrodnija vrsta današnjih golupčarki vjerojatno je nikobarski golub. Preci dodovki vjerojatno su se odvojili od predaka nikobarskog goluba prije oko 42,6 milijuna godina, da bi 17 milijuna godina kasnije nastale zasebne vrste.
Potporodica obuhvaća dva monotipska roda:
Pezophaps
usamljenik s Rodrigeza, Pezophaps solitaria
Raphus
dodo, Raphus cucullatus 
U rod Raphus je bio svrstavan i usamljenik s Réuniona (prijašnji latinski naziv Raphus solitarius), pa se kasnije ispostavlja da je on posebna vrsta ibisa i dobiva novi latinski naziv Threskiornis solitarius.

## Galerija
- Dodoova rekonstrukcija
- Dodo u Alisi u zemlji čudesa
- Dodoova skulptura